# Carlton Centre
O Carlton Centre é actualmente o 185º arranha-céus mais alto do mundo, com 223 metros (730 pés). Edificado na cidade de Joanesburgo, África do Sul, foi concluído em 1973 com 50 andares.
O Carlton Centre é ligado Carlton Hotel por um shopping subterrâneo com mais de 180 lojas.